# Cacharbuulbuul
De cacharbuulbuul (Iole cacharensis) is een zangvogel uit de familie Pycnonotidae (buulbuuls).

## Verspreiding en leefgebied
Deze soort komt voor in noordoostelijk India (Cachar) en oostelijk Bangladesh.

## Status
De cacharbuulbuul komt niet als aparte soort voor op de lijst van het IUCN, maar is daar een ondersoort van de Birmese buulbuul (I. viridescens).